# African Writers Series
Die African Writers Series (Abk. AWS) ist eine englischsprachige Buchreihe mit Werken afrikanischer Schriftsteller. Sie wurde 1962 gegründet. Die Reihe erschien zunächst im Verlag Heinemann Education Books, einem Ableger der britischen Heinemann-Gruppe, und wurde später von Pearson übernommen.

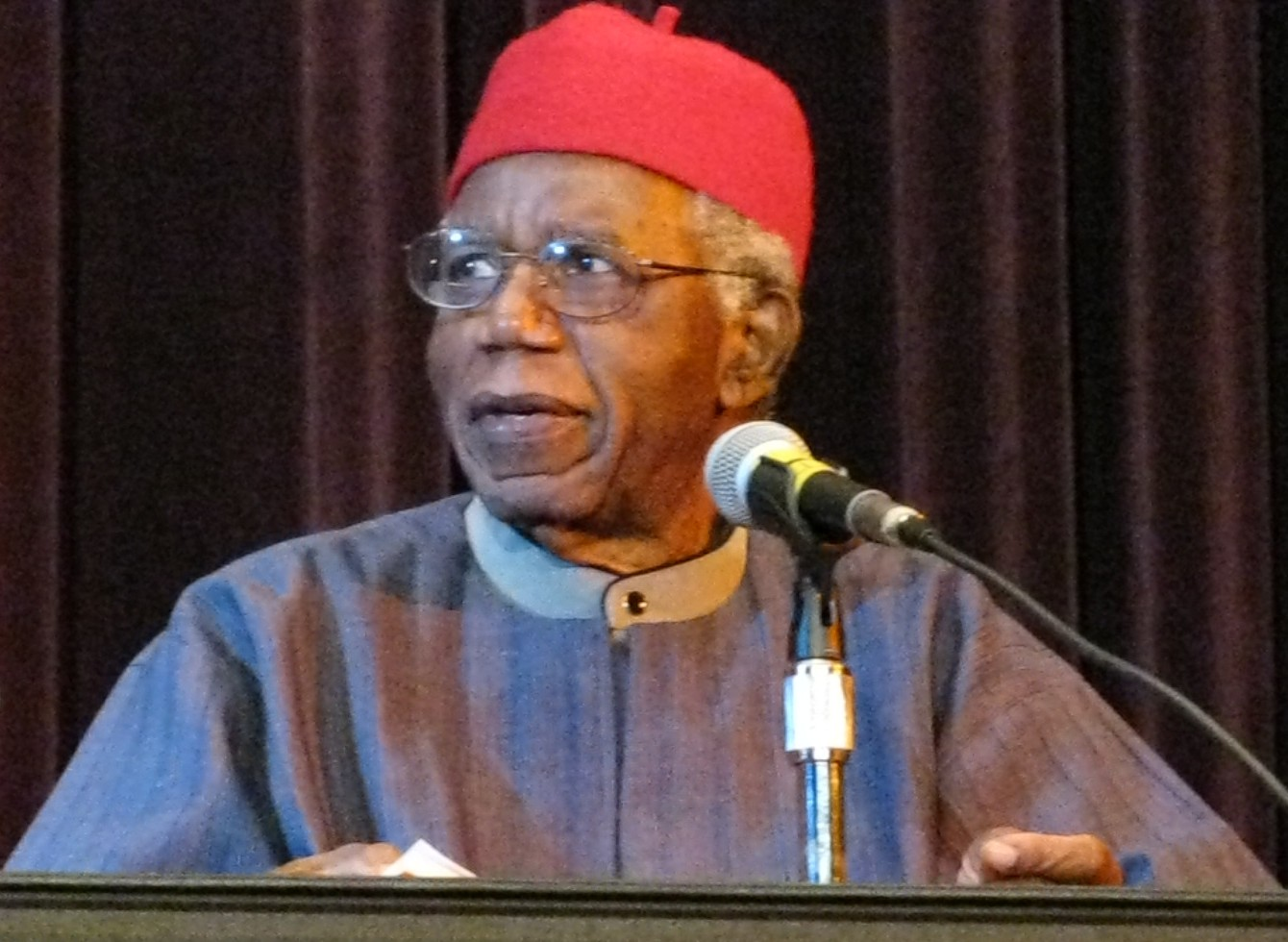
Der Schriftsteller Chinua Achebe leitete die Sammlung bis 1972.

Die Reihe wurde in mehreren afrikanischen Ländern, die erst kürzlich ihre Unabhängigkeit erlangt hatten, zu einem wichtigen Forum für Schriftsteller. Der erste Herausgeber der Reihe war der nigerianische Autor Chinua Achebe (1930–2013), der zu einem der berühmtesten Schriftsteller Afrikas werden sollte. Achebe war bis 1972 ihr Herausgeber.
Die Reihe spielte eine wichtige Rolle bei der Veröffentlichung und Anerkennung afrikanischer Schriftsteller. Zu den darin enthaltenen Autoren zählen zum Beispiel Chinua Achebe, Ngũgĩ wa Thiong’o, Steve Biko, Ama Ata Aidoo, Nadine Gordimer, Buchi Emecheta und Okot p’Bitek. Die Sammlung beherbergt vier Nobelpreisträger (Wole Soyinka, Nagib Mahfuz, Abdulrazak Gurnah und Nadine Gordimer) und andere Träger berühmter Preise, wie den Commonwealth Writers’ Prize oder den Noma-Preis für afrikanische Literatur. Kenneth Kaundas Autobiografie „Zambia Shall Be Free“ ist ein Vorzeigetitel in der Sammlung.
Die Reihe widmet sich hauptsächlich dem anglophonen Afrika, enthält aber auch Übersetzungen aus dem Französischen, Portugiesischen, Zulu, Swahili, Acholi, Sesotho, Afrikaans, Luganda und Arabischen.

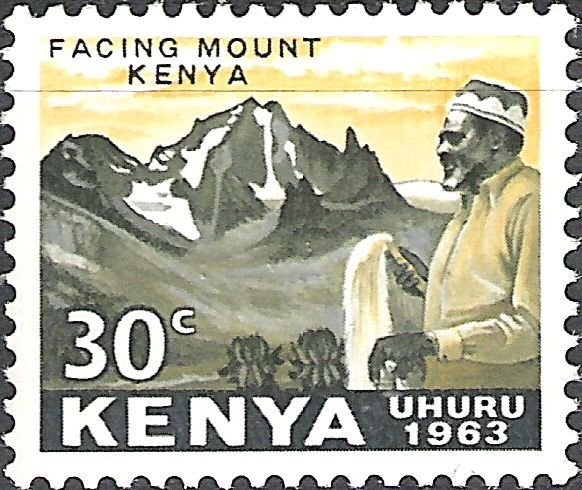
Facing Mount Kenya: Jomo Kenyatta am Mount Kenia (kenianische Briefmarke, 1963)

Der Verlag veröffentlicht weiterhin neue Bücher in der Reihe.

## Bände
Einige wenige der Nummern erschienen unnummeriert, einige wurden nicht publiziert, auch bereits ausgewiesene. Die folgende Übersicht erhebt keinen Anspruch auf Aktualität oder Vollständigkeit:
| Nr.          | Autor                                              | Jahr | Titel (u. a.) |
| ------------ | -------------------------------------------------- | ---- | --- |
| 1            | Achebe, Chinua                                     | 1962 | Things Fall Apart |
| 2            | Ekwensi, Cyprian                                   | 1962 | Burning Grass: a story of the Fulani of Northern Nigeria. Illustrated by A. Folarin; cover drawing by Dennis Duerden. |
| 3            | Achebe, Chinua                                     | 1963 | No Longer at Ease. Illustrated by Bruce Onobrakpeya. |
| 4            | Kaunda, Kenneth D.                                 | 1962 | Zambia Shall Be Free: an autobiography. |
| 5            | Ekwensi, Cyprian                                   | 1963 | People of the City. Revised edition. (Originally published London: Dakers, 1954.) |
| 6            | Abrahams, Peter                                    | 1963 | Mine Boy. Illustrated by Ruth Yudelowitz. (London: Crisp, 1946; London: Faber, 1954; New York: Knopf, 1955.) |
| 7            | Ngũgĩ wa Thiong’o (as Ngugi, James)                | 1964 | Weep Not, Child |
| 8            | Reed, John, Wake, Clive, eds                       | 1964 | A Book of African Verse. Later edition published (1984) as New Book of African Verse. |
| 9            | Rive, Richard, ed.                                 | 1964 | Modern African Prose. An anthology compiled and edited by Richard Rive. Illustriert von Albert Adams. Beiträge von Peter Abrahams, Chinua Achebe, Es'kia Mphahlele, Abioseh Nicol, Richard Rive, Alfred Hutchinson, Efua Sutherland, Jonathan Kariara, Peter Clarke, Luis Bernardo Honwana, Jack Cope, Cyprian Ekwensi, Amos Tutuola, Camara Laye, James Matthews, Alf Wannenburgh, William Conton, Onuora Nzekwu, and Ngũgĩ wa Thiong'o. |
| 10           | Equiano, Olaudah                                   | 1966 | Equiano's Travels: His Autobiography; The Interesting Narrative of the Life of Olaudah Equiano or Gustavus Vassa the African. Abridged and edited by Paul Edwards |
| 11           | Aluko, T. M.                                       | 1964 | One Man, One Matchet |
| 12           | Conton, William                                    | 1964 | The African. (Previously published London: Heinemann, 1960. Boston: Little Brown, 1960.) |
| 13           | Beti, Mongo                                        | 1964 | Mission to Kala: a novel. Translated by Peter Green from the French novel Mission terminée (1957). US edition (New York, Macmillan) published as Mission Accomplished. |
| 14           | Rive, Richard, ed.                                 | 1963 | Quartet: New voices from South Africa. Short stories by Alex La Guma, James Matthews, Richard Rive and Alf Wannenburgh. |
| 15           | Cook, David                                        | 1965 | Origin East Africa: a Makerere anthology devised and edited by David Cook. Prose and verse. |
| 16           | Achebe, Chinua                                     | 1966 | Arrow of God. |
| 17           | Ngũgĩ wa Thiong’o (as Ngugi, James)                | 1965 | The River Between. |
| 18           | Obotunde Ijimere                                   | 1966 | The Imprisonment of Obatala, and other plays. |
| 19           | Ekwensi, Cyprian                                   | 1966 | Lokotown and Other Stories. |
| 20           | Gatheru, Mugo                                      | 1966 | Child of Two Worlds. |
| 21           | Munonye, John                                      | 1966 | The Only Son. |
| 22           | Peters, Lenrie                                     | 1966 | The Second Round. |
| 23           | Beier, Ulli, ed.                                   | 1966 | The Origin of Life and Death: African creation myths. |
| 24           | Kachingwe, Aubrey                                  | 1966 | No Easy Task. |
| 25           | Amadi, Elechi                                      | 1966 | The Concubine. Heinemann: London. |
| 26           | Nwapa, Flora                                       | 1966 | Efuru. |
| 27           | Selormey, Francis                                  | 1966 | The Narrow Path. |
| 28           | Cook, David, Lee, Miles, eds                       | 1968 | Short East African Plays in English: Ten plays in English. |
| 29           | Oyono, Ferdinand                                   | 1966 | Houseboy. Translated by John Reed from the French Une vie de boy. |
| 30           | Aluko, T. M.                                       | 1967 | One Man, One Wife. |
| 31           | Achebe, Chinua                                     | 1966 | A Man of the People. (Originally published: Nigerian Printing and Publishing, 1959.) |
| 32           | Aluko, T. M.                                       | 1966 | Kinsman and Foreman. |
| 33           | Samkange, Stanlake                                 | 1967 | On Trial for my Country. |
| 34           | Pieterse, Cosmo, ed.                               | 1968 | Ten One-Act Plays. Enthält "Encounter" von Kuldip Sondhi; "Yon Kon" von Pat Maddy; "The Game" von Femi Euba; "Blind Cyclos" von Ime Ikeddeh; "With Strings' von Kuldip Sondhi; "The Deviant" von Ganesh Bagchi; "Fusane's Trial" von Alfred Hutchinson; "The Opportunity" von Arthur Maimane; "Maama" von Kwesi Kay; and "The Occupation" von Athol Fugard. |
| 35           | La Guma, Alex                                      | 1968 | A Walk in the Night and other stories. |
| 36           | Ngũgĩ wa Thiong'o (as Ngugi, James)                | 1967 | A Grain of Wheat. |
| 37           | Peters, Lenrie                                     | 1967 | Satellites. |
| 38           | Oginga Odinga                                      | 1967 | Not Yet Uhuru: the autobiography of Oginga Odinga. With a foreword by Kwame Nkrumah. |
| 39           | Oyono, Ferdinand                                   | 1967 | The Old Man and the Medal. Translated by John Reed from the French Le vieux nègre et la médaille. |
| 40           | Konadu, Asare                                      | 1967 | A Woman in Her Prime. |
| 41           | Djoleto, Amu                                       | 1967 | The Strange Man. |
| 42           | Awoonor, Kofi and Adali, Mortty, G.                | 1970 | Messages: poems from Ghana. |
| 43           | Armah, Ayi Kwei                                    | 1969 | The Beautyful Ones Are Not Yet Born. (Boston: Houghton Mifflin, 1968.) |
| 44           | Amadi, Elechi                                      | 1969 | The Great Ponds. |
| 45           | Munonye, John                                      | 1969 | Obi. |
| 46           | Brutus, Dennis                                     | 1968 | Letters to Martha: and other poems from a South African prison. |
| 47           | Salih, Tayeb                                       | 1969 | The Wedding of Zein, and other stories. London; printed in Malta: HEB, 1969. Translated by Denys Johnson-Davies from the Arabic, and illustrated by Ibrahim El-Salahi. |
| 48           | Gbadamosi, Bakare; Beier, Ulli                     | 1968 | Not Even God Is Ripe Enough. Translated from the Yoruba. |
| 49           | Nkrumah, Kwame                                     | 1968 | Neo-colonialism: the last stage of imperialism. (Originally published London: Nelson, 1965.) |
| 50           | Clark, J. P.                                       | 1968 | America: Their America. London: HEB in association with Andre Deutsch. (Originally published London: Deutsch, 1964.) |
| 51           | Ngũgĩ wa Thiong'o (as Ngugi, James)                | 1968 | The Black Hermit. |
| 52           | Sellassie, B. M. Sahle                             | 1969 | The Afersata: an Ethiopian novel. London: HEB. |
| 53           | Palangyo, Peter K.                                 | 1968 | Dying in the Sun. |
| 54           | Serumaga, Robert                                   | 1969 | Return to the Shadows. |
| 55           | Konadu, Asare                                      | 1969 | Ordained by the Oracle. 160 pp. Originally published as Come Back Dora, Accra: Anowuo Educational Publ. |
| 56           | Nwapa, Flora                                       | 1970 | Idu. |
| 57           | Dipoko, Mbella Sonne                               | 1969 | Because of Women. |
| 58           | Beier, Ulli, ed.                                   | 1969 | Political Spider: an anthology of stories from "Black Orpheus". |
| 59           | Asare, Bediako                                     | 1971 | Rebel. |
| 60           | Honwana, Luís Bernardo                             | 1969 | We Killed Mangy Dog and Other Stories. Translated from the Portuguese by Dorothy Guedes. |
| 61           | Umeasiegbu, Rems Nna                               | 1969 | The Way We Lived: Ibo customs and stories. |
| 62           | Okigbo, Christopher                                | 1971 | Labyrinths. With Path of Thunder. |
| 63           | Ousmane, Sembene                                   | 1970 | God's Bits of Wood. Translated by Francis Price. |
| 64           | Pieterse, Cosmo, ed.                               | 1971 | 7 South African Poets: poems of exile. Collected and selected by Cosmo Pieterse. |
| 65           | Emecheta, Buchi                                    | 1980 | The Joys of Motherhood. (Originally published London: Allison & Busby, 1979). |
| 66           | Salih, Tayeb                                       | 1969 | Season of Migration to the North. Translated by Denys Johnson-Davies from the Arabic Mawsim al-hijrah ilā al-shamāl. |
| 67           | Nwankwo, Nkem                                      | 1970 | Danda. (Originally published London: Deutsch, 1964.) |
| 68           | Okara, Gabriel                                     | 1970 | The Voice. Introduction by Arthur Ravenscroft. (Originally published London: Deutsch, 1964.) |
| 69           | Liyong, Taban lo                                   | 1969 | Fixions, and other stories. |
| 70           | Aluko, T. M.                                       | 1970 | Chief, The Honourable Minister. |
| 71           | Senghor, Léopold Sédar                             | 1969 | Nocturnes. Translated by John Reed and Clive Wake from the French. |
| 72           | U'tamsi, Felix                                     | 1970 | Selected Poems. Translated by Gerald Moore from the French. |
| 73           | Ortzen, Len, ed.                                   | 1970 | North African Writing. Selected, translated, and with an introduction by Len Ortzen. |
| 74           | Liyong, Taban lo, ed.                              | 1970 | Eating Chiefs: Lwo culture from Lolwe to Malkal. Selected, interpreted and transmuted by Taban lo Liyong. |
| 75           | Knappert, Jan                                      | 1970 | Myths and Legends of the Swahili. |
| 76           | Soyinka, Wole                                      | 1970 | The Interpreters. With introduction and notes by Eldred Jones. London: Heinemann. (Originally published London: Deutsch, 1965.) |
| 77           | Beti, Mongo                                        | 1970 | King Lazarus: a novel. Translated from the French Le roi miraculé (French version originally published Editions Buchet, 1958.) |
| 78           | Pieterse, Cosmo                                    | 1972 | Short African plays. Enthält: "Ancestral Power" von Kofi Awoonor; "Magic Pool" von Kuldip Sondhi; "God's Deputy" von Sanya Dosunmu; "Resurrection" von Richard Rive; "Life Everlasting" von Pat Amadu Maddy; "Lament" von Kofi Awoonor; "Ballad of the Cells" von Cosmo Pieterse; "Overseas" von Mbella Sonne Dipoko; "This Time Tomorrow" von Ngũgĩ wa Thiong'o; "Episodes of an Easter Rising" von David Lytton. |
| 79           | Chraibi, Driss                                     | 1972 | Heirs to the Past. Translated by Len Ortzen from the French.(Succession ouverte originally published Paris: Denoël, 1962.) |
| 80           | Farah, Nuruddin                                    | 1970 | From a Crooked Rib. |
| 81           | Mboya, Tom                                         | 1970 | The Challenge of Nationhood: a collection of speeches and writings. Foreword by H. E. Mzee Jomo Kenyatta, and postscript by Pamela Mboya. |
| 82           | Dipoko, Mbella Sonne                               | 1970 | A Few Nights and Days. (Originally published, Harlow: Longmans, 1966.) |
| 83           | Knappert, Jan                                      | 1971 | Myths and Legends of the Congo. Nairobi: HEB. |
| 84           | Ekwensi, Cyprian                                   | 1971 | Beautiful Feathers. (Originally published London: Hutchinson, 1963.) |
| 85           | Onuora Nzekwu                                      | 1971 | Wand of Noble Wood. |
| 86           | Bebey, Francis                                     | 1971 | Agatha Moudio's Son. Translated by Joyce A. Hutchinson from the French Le fils d'Agatha Moudio. |
| 87           | Dadié, Bernard B.                                  | 1971 | Climbié. Translated by Karen C. Chapman from the French. |
| 88           | Beti, Mongo                                        | 1971 | The Poor Christ of Bomba. Translated by Gerald Moore from the French Le pauvre Christ de Bombay. (Original French edition published 1956.) |
| 89           | Maddy, Pat Amadu                                   | 1971 | Obasai and other plays. |
| 90           | Liyong, Taban lo                                   | 1971 | Frantz Fanon's Uneven Ribs: poems more and more. |
| 91           | Nzekwu, Onuora                                     | 1972 | Blade Among the Boys. (Originally published London: Hutchinson, 1962.) |
| 92           | Ousmane, Sembène                                   | 1972 | The Money-Order; with, White Genesis. Translated by Clive Wake. London: Heinemann. (Translation of Vehi ciosane; ou, Blanche-genèse; suivi du Mandat, Paris: Présence Africaine, 1965.) |
| 93           | Knappert, Jan, ed.                                 | 1972 | A Choice of Flowers. Chaguo la Maua: an anthology of Swahili love poetry. Edited and translated from Swahili by Jan Knappert. |
| 94           | Munonye, John                                      | 1971 | Oil Man of Obange. |
| 95           | Ibrahim, Sonallah                                  | 1971 | The Smell Of It, and other stories. Translated from the Arabic by Denys Johnson-Davies. |
| 96           | Cook, David, Rubadiri, David, eds                  | 1971 | Poems from East Africa. |
| 97           | Mazrui, Ali A.                                     | 1971 | The Trial of Christopher Okigbo. |
| 98           | Mulaisho, Dominic                                  | 1971 | The Tongue of the Dumb. |
| 99           | Ouologuem, Yambo                                   | 1971 | Bound to Violence. Translated by Ralph Manheim from the French Devoi de violence. (Originally published London: Secker & Warburg, 1971.) |
| 100          | Achebe, Chinua                                     | 1972 | Girls At War. |
| 101          | Head, Bessie                                       | 1972 | Maru. |
| 102          | Omotoso, Kole                                      | 1971 | The Edifice. |
| 103          | Peters, Lenrie                                     | 1971 | Katchikali. Poems. |
| 104          | Themba, Can                                        | 1972 | The Will to Die. Selected by Donald Stuart and Roy Holland. |
| 105          | Lubega, Bonnie                                     | 1971 | The Outcasts. |
| 106          | Reed, John, Wake, Clive, eds                       | 1972 | French African verse. With English translations by John Reed & Clive Wake. |
| 107          | Dipoko, Mbella Sonne                               | 1972 | Black and White in Love: poems. |
| 108          | Awoonor, Kofi                                      | 1972 | This Earth, My Brother. (Originally published Garden City: Doubleday, 1971.) |
| 109          | Obiechina, Emmanuel N.                             | 1972 | Onitsha Market Literature. |
| 110          | La Guma, Alex                                      | 1972 | In the Fog of the Seasons' End. |
| 111          | Angira, Jared                                      | 1972 | Silent Voices: poems. |
| 112          | Vambe, Laurence                                    | 1972 | An Ill-Fated People: Zimbabwe before and after Rhodes. (Originally published with a foreword by Doris Lessing, London: Heinemann, 1972.) |
| 113          | Mezu, S. Okechukwu                                 | 1971 | Behind the Rising Sun. |
| 114          | Pieterse, Cosmo                                    | 1972 | Five African Plays. |
| 115          | Brutus, Dennis                                     | 1973 | A Simple Lust: selected poems including Sirens Knuckles Boots; Letters to Martha; Poems from Algiers; Thoughts Abroad. |
| 116          | Liyong, Taban lo                                   | 1972 | Another Nigger Dead: poems. |
| 117          | Hakim, Tawfiq al-                                  | 1973 | Fate of a Cockroach: four plays of freedom. Selected and translated from the Arabic by Denys Johnson-Davies. |
| 118          | Amadu, Malum                                       | 1972 | Amadu's Bundle: Fulani tales of love and djinns. Collected by Malum Amadu; edited by Gulla Kell and translated into English by Ronald Moody. |
| 119          | Kane, Hamidou                                      | 1972 | Ambiguous Adventure. Translated from the French by Katherine Woods. (This translation originally published New York: Walker, 1963. Translation of L'Aventure ambiguë. Paris: Julliard, 1962.) |
| 120          | Achebe, Chinua                                     | 1970 | Beware, Soul Brother. Revised and enlarged edition. London: HEB. |
| 121          | Munonye, John                                      | 1973 | A Wreath for Maidens. [S.I.]: Heinemann. |
| 122          | Omotoso, Kole                                      | 1972 | The Combat. |
| 123          | Mandela, Nelson                                    | 1973 | No Easy Walk to Freedom. |
| 124          | Dikobe, Modikwe                                    | 1973 | The Marabi Dance. |
| 125          | Worku, Daniachew                                   | 1973 | The Thirteenth Sun. |
| 126          | Cheney-Coker, Syl                                  | 1973 | Concerto for an Exile: poems. |
| 127          | Henderson, Gwyneth, Pieterse, Cosmo, eds           | 1973 | Nine African Plays for Radio. |
| 128          | Zwelonke, D. M.                                    | 1973 | Robben Island. |
| 129          | Egudu, Romanus, Nwoga, Donatus, eds                | 1973 | Igbo Traditional Verse. Compiled and translated by Romanus Egudu and Donatus Nwoga. (Originally published 1971 as Poetic Heritage.) |
| 130          | Aluko, T. M.                                       | 1973 | His Worshipful Majesty. |
| 131          | Lessing, Doris                                     | 1973 | The Grass is Singing. |
| 132          | Bown, Lalage                                       | 1973 | Two Centuries of African English: a survey and anthology of non-fictional English prose by African writers since 1769. |
| 133          | Mukasa, Ham                                        | 1975 | Sir Apolo Kagwa Discovers Britain. Edited by Taban lo Liyong. (First published in 1904 as Uganda's Katikiro in England.) |
| 134          | Henderson, Gwyneth, ed.                            | 1973 | African Theatre: eight prize-winning plays for radio. Enthält "Make Like Slaves" von Richard Rive; "Station Street" von A. K. Mustapha; "Sweet Scum of Freedom" von J. Singh; "Double Attack" von C. C. Umeh; "Scholarship Woman" von D. Clems; "The Transistor Radio" von K. Tsaro-Wiwa; "Family Spear" von E. N. Zirimu und "Sign of the Rainbow" von W. Ogunyemi. |
| 135          | Maran, René                                        | 1973 | Batouala. Translated by Barbara Beck and Alexandre Mboukou; introduction by Donald E. Herdeck. |
| 136          | Sekyi, Kobina                                      | 1974 | The Blinkards. |
| 137          | Maddy, Yulisa Amadu                                | 1973 | No Past, No Present, No Future. |
| 138          | Owusu, Martin                                      | 1973 | The Sudden Return, and other plays. |
| 139          | Ruheni, Mwangi                                     | 1973 | The Future Leaders. |
| 140          | Amadi, Elechi                                      | 1973 | Sunset in Biafra: a civil war diary. |
| 141          | Nortje, Arthur                                     | 1973 | Dead Roots. Poems. |
| 142          | Sembène, Ousmane                                   | 1974 | Tribal Scars and other stories. Translated from the French by Len Ortzen. |
| 143          | Mwangi, Meja                                       | 1973 | Kill Me Quick. |
| 144          | Fall, Malick                                       | 1973 | The Wound. Translated by Clive Wake from the French La plaie. |
| 145          | Mwangi, Meja                                       | 1973 | Carcase for Hounds. |
| 146          | Ekwensi, Cyprian                                   | 1975 | Jagua Nana. (Originally published, London: Hutchinson, 1961.) |
| 147          | p'Bitek, Okot                                      | 1974 | The Horn of My Love. |
| 148          | Aniebo, I. N. C.                                   | 1974 | The Anonymity of Sacrifice. |
| 149          | Head, Bessie                                       | 1974 | A Question of Power. (Originally published London: Davis-Poynter, 1974.) |
| 150          | Ngũgĩ wa Thiong'o                                  | 1975 | Secret Lives, and other stories. |
| 151          | Mahfouz, Naguib                                    | 1975 | Midaq Alley. Translated from the Arabic by Trevor Le Gassick. |
| 152          | La Guma, Alex                                      | 1974 | The Stone-Country. (Originally published 1967.) |
| 153          | Munonye, John                                      | 1975 | A Dancer of Fortune. (London: William Heinemann, 1974.) |
| 154          | Armah, Ayi Kwei                                    | 1974 | Fragments. |
| 155          | Armah, Ayi Kwei                                    | 1974 | Why Are We So Blest?: a novel. London: Heinemann. |
| 156          | Ruheni, Mwangi                                     | 1975 | The Minister's Daughter. |
| 157          | Kayper-Mensah, A. W.                               | 1975 | The Drummer in Our Time. |
| 158          | Kahiga, Samuel                                     | 1974 | The Girl From Abroad. |
| 159          | Mvungi, Martha                                     | 1975 | Three Solid Stones. |
| 160          | Mwasi, George Simeon                               | 1975 | Strike a Blow and Die: the classic story of the Chilembwe Rising. Edited and introduced by Robert I. Rotberg. |
| 161          | Djoleto, Amu                                       | 1975 | Money Galore. |
| 162          | Kayira, Legson                                     | 1974 | The Detainee. London: Heinemann. |
| 163          | Sellassie, B. M. Sahle                             | 1974 | Warrior King. |
| 164          | Royston, Robert                                    | 1974 | Black Poets in South Africa. |
| 165          | Etherton, Michael, ed.                             | 1975 | African Plays for Playing 2. Plays by Nuwa Sentongo, Jacob Hevi & Segun Ajibade. Selected and edited by Michael Etherton. London: Heinemann. |
| 166          | De Graft, Joe                                      | 1975 | Beneath the Jazz and Brass. |
| 167          | Rabearivelo, Jean-Joseph                           | 1975 | Translations from the Night: selected poems of Jean-Joseph Rabearivelo. Edited with English translations by Clive Wake and John Reed. |
| 168          | Echewa, T. Obinkaram                               | 1976 | The Land's Lord. |
| 169          | Samkange, Stanlake                                 | 1975 | The Mourned One. |
| 170          | Mungoshi, Charles                                  | 1975 | Waiting for the Rain. |
| 171          | Soyinka, Wole, ed.                                 | 1975 | Poems of Black Africa. Edited and introduced by Wole Soyinka. London: Heinemann. |
| 172          | Ekwensi, Cyprian                                   | 1975 | Restless City and Christmas Gold. London: Heinemann. |
| 173          | Nwankwo, Nkem                                      | 1975 | My Mercedes is Bigger Than Yours. |
| 174          | Diop, David Mandessi                               | 1975 | Hammer Blows. Translated from the French and edited by Simon Mpondo and Frank Jones. London: Heinemann. |
| 175          | Ousmane, Sembène                                   | 1976 | Xala. Translated from the French by Clive Wake. As Xala: roman, Paris: Présence Africaine, 1973. |
| 176          | Mwangi, Meja                                       | 1976 | Going Down River Road. |
| 177          | Gordimer, Nadine                                   | 1976 | Some Monday for Sure. |
| 178          | Peteni, R. L.                                      | 1976 | Hill of Fools. |
| 179          | Etherton, Michael (ed.)                            | 1976 | African Plays for Playing 2. Enthält Monkey on the tree von Uwa Udensi, Black mamba two von Godfrey Kabwe Kasoma und The tradedy of Mr. No-balance von Victor Eleame Musinga. |
| 180          | Senghor, Léopold Sédar                             | 1976 | Prose and Poetry. Selected and translated from French by John Reed and Clive Wake. |
| 181          | Beti, Mongo                                        | 1978 | Perpetua and the Habit of Unhappiness. Translated by Clive Wake and John Reed from the French Perpétue et l'habitude du malheur (originally published Paris: Editions Buchet-Chastel, 1974). |
| 182          | Head, Bessie                                       | 1977 | The Collector of Treasures. |
| 183          | Okara, Gabriel                                     | 1978 | The Fisherman's Invocation. |
| 184          | Farah, Nuruddin                                    | 1976 | A Naked Needle. |
| 185          | Ekwensi, Cyprian                                   | 1976 | Survive the Peace. |
| 186          | Boateng, Yaw M.                                    | 1977 | The Return. |
| 187          | Rugyendo, Mukotani                                 | 1976 | Barbed Wire and Other Plays. |
| 188          | Ngũgĩ wa Thiong'o                                  | 1977 | Petals of Blood. |
| 189          | Iroh, Eddie                                        | 1976 | Forty-eight Guns for the General. |
| 190          | Samkange, Stanlake                                 | 1978 | Year of the Uprising. |
| 191          | Thiong'o, Ngũgĩ wa & Mugo, Micere Githae           | 1976 | The trial of Dedan Kimathi. |
| 192          | Jahadmy, Ali A. (ed.)                              | 1977 | Anthology of Swahili poetry. Parallel Swahili text and English translation. Selected and translated by Ali A. Jahadmy. |
| 193          | p'Bitek, Okot                                      | 1978 | Hare and Hornbill. Compiled and translated from the Acholi by Okot p'Bitek. London: Heinemann. |
| 194          | Armah, Ayi Kwei                                    | 1979 | The Healers: an historical novel. |
| 195          | Munonye, John                                      | 1978 | Bridge to a Wedding. London: Heinemann. |
| 196          | Johnson-Davies, Denys (ed.)                        | 1978 | Egyptian short stories. Enthält "House of flesh" von Yusuf Idris, "Grandad Hasan" von Yahya Taher Abdullah, "Within the walls" von Edward El-Kharrat, "The performer" von Ibrahim Aslan, "The whistle" von Abdul Hakim Kassem, "Suddenly it rained" von Baha Taher, "The man who saw the sole of his left foot in a cracked mirror" von Lutfi Al-Khouli, "A conversation from the third floor" von Muhammad al-Bissati, "Yusuf Murad Morcos" von Nabil Gorgy, "The conjurer made off with the dish" von Naguib Mahfouz, "The accusation" von Suleiman Fayyad, "A place under the dome" von Abdul Rahman Fahmy, "The country boy" von Yusuf Sibai, "The snake" von Sonallah Ibrahim, "The crush of life" von Yusuf Sharouni, "A story from prison" von Yahya Hakki & "The child and the king" von Gamil Atia Ibrahim. |
| 197          | Mahfouz, Naguib                                    | 1978 | Miramar. Edited and revised by Maged el Kommos and John Rodenbeck; introduced by John Fowles. |
| 198          | Cabral, Amilcar                                    | 1979 | Unity and Struggle: speeches and writings. Texts selected by the PAIGC; translated from Portuguese by Michael Wolfers. |
| 199          | Sassine, Williams                                  | 1980 | Wirriyamu. Translated from the French by John Reed and Clive Wake. |
| 200          | Ngũgĩ wa Thiong'o                                  | 1982 | Devil on the Cross. |
| 201          | Plaatje, Sol T.                                    | 1978 | Mhudi: an epic of South African native life a hundred years ago. (New York: Negro Univ. Press, 1970; Johannesburg: Quagga Press, Ad. Donker, 1975; London: Rex Collings, 1976; Washington, DC: Three Continents Press, 1978). |
| 202          | Vieira, José Luandino                              | 1978 | The Real Life of Domingos Xavier. Translated from the Portuguese by Michael Wolfers. |
| 203          | Njau, Rebeka                                       | 1978 | Ripples in the Pool. (Nairobi: Transafrica, 1975.) |
| 204          | Mulaisho, Dominic                                  | 1979 | The Smoke that Thunders. |
| 205          | Bebey, Francis                                     | 1978 | The Ashanti Doll. Translated from the French by Joyce A. Hutchinson. |
| 206          | Aniebo, I. N. C.                                   | 1978 | The Journey Within. |
| 207          | Marechera, Dambudzo                                | 1978 | The House of Hunger. |
| 208          | Brutus, Dennis                                     | 1978 | Stubborn Hope: new poems and selections. London: Heinemann. |
| 209          | Idris, Yusuf                                       | 1978 | The Cheapest Nights, and other stories. Translated from the Arabic by Wadida Wassef. |
| 210          | Amadi, Elechi                                      | 1978 | The Slave. |
| 211          | Kunene, Mazisi                                     | 1979 | Emperor Shaka the great: a Zulu epic. Translated from the Zulu by the author. |
| 212          | Le Guma, Alex                                      | 1979 | Time of the Butcherbird. |
| 213          | Iroh, Eddie                                        | 1979 | Toads of War. |
| 214          | Beti, Mongo                                        | 1980 | Remember Ruben. Translated from the French by Gerald Moore. (Originally published Ibadan: New Horn, 1980.) |
| 215          | Wolfers, Michael (ed.)                             | 1979 | Poems from Angola. Selected, translated and introduced by Michael Wolfers. |
| 216          | Yirenki, Asiedu                                    | 1980 | Kivuli and other plays. |
| 217          | Biko, Steve                                        | 1979 | I Write What I Like: a selection of his writings. Edited by Aelred Stubbs. |
| 218          | Armah, Ayi Kwei                                    | 1979 | Two Thousand Seasons. London: Heinemann. |
| 219          | Kenyatta, Jomo                                     | 1979 | Facing Mount Kenya: the traditional life of the Gikuyu. With an introduction by B. Malinowski. (Ursprünglich: London: Secker and Warburg, 1938.) |
| 220          | Head, Bessie                                       | 1981 | Serowe, Village of the Rain Wind. |
| 221          | Cheney-Coker, Syl                                  | 1973 | The Graveyard Also Has Teeth, with Concerto for an Exile: poems. London: Heinemann. |
| 222          | Vieira, José Luandino                              | 1980 | Luuanda. Translated from the Portuguese by Tamara L. Bender. London: Heinemann. |
| 223          | Ghanem, Fathy                                      | 1980 | The Man who Lost his Shadow: a novel in four books. Translated from the Arabic by Desmond Stewart. |
| 224          | Kavanagh, Robert Mshengu (ed.)                     | 1981 | South African people's plays. Enthält uNosilimela von Credo V. Mutwa, Shanti von Mthuli Shezi, Too Late von Gibson Kente & Survival vom Workshop '71 Theatre Company. |
| 225          | Mahfouz, Naguib                                    | 1981 | Children of Gebelawi. |
| 226          | Farah, Nuruddin                                    | 1980 | Sweet and Sour Milk. (Originally published London: Allison & Busby, 1979.) |
| 227          | Emecheta, Buchi                                    | 1980 | The Joys of Motherhood. (Originally published London: Allison and Busby, 1979.) |
| 228          | Hussein, Taha                                      | 1981 | An Egyptian Childhood: the autobiography of Taha Hussein. Translated by E. H. Paxton. |
| 229          | Mofolo, Thomas                                     | 1981 | Chaka: an historical romance. New translation by Daniel P. Kunene. Originally translated from the Sesuto by F. H. Dutton, London & New York: OUP, 1967. |
| 230          | Feinberg, Barry (ed.)                              | 1980 | Poets to the People: South African Freedom Poems. |
| 231          | Jumbam, Kenjo                                      | 1980 | White Man of God. |
| 232          | Johnson-Davies, Denys (ed.)                        | 1981 | Egyptian One-act Plays. Selected and translated from the Arabic by Denys Johnson-Davies. Wnthält The interrogation von Farid Kamil, The Trap von Alfred Farag, Marital bliss von Abdel-Moneim Selim, The wheat well von Ali Salem und The donkey market von Tewfik al-Hakim. |
| 233          | Nyamfukudza, S.                                    | 1980 | The Non-Believer's Journey. |
| 234          | Kunene, Mazisi                                     | 1981 | Anthem of the Decades: a Zulu epic. Translated from Zulu by the author. |
| 235          | Kunene, Mazisi                                     | 1982 | The Ancestors and the Sacred Mountain: poems. Translated from Zulu. |
| 236          | Mapanje, Jack                                      | 1981 | Of Chameleons and Gods. |
| 237          | Marechera, Dambudzo                                | 1980 | Black Sunlight. |
| 238          | Peters, Lenrie                                     | 1981 | Selected Poetry. |
| 239          | Kourouma, Ahmadou                                  | 1981 | The Suns of Independence. Translated from the French Les soleils des independances von Adrian Adams. |
| 240          | Ngũgĩ wa Thiong'o                                  | 1981 | Detained. |
| 241          | Akare, Thomas                                      | 1981 | The Slums. |
| 242          | Aluko, T. M.                                       | 1982 | Wrong Ones in the Dock. |
| 243          | Mutloatse, Mothobi (ed.)                           | 1981 | Africa South: contemporary writings. |
| 244          | Ya-Otto, John with Ole Gjerstad and Michael Mercer | 1982 | Battlefront Namibia : an autobiography. |
| 245          | nicht zugeordnet.                                  |      | |
| 246          | Thiong'o, Ngũgĩ wa                                 | 1982 | I Will Marry When I Want. |
| 247          | Head, Bessie                                       | 1987 | When Rain Clouds Gather. |
| 248          | Bâ, Mariama                                        | 1981 | So long a letter. Translated from the French Si longue lettre by Modupé Bodé-Thomas. |
| 249          | Obasanjo, Olusegun                                 | 1981 | My Command: An Account of the Nigerian Civil War, 1967-1970. |
| 250          | Ousmane, Sembène                                   | 1981 | The Last of the Empire. |
| 251          | Lewin, Hugh                                        | 1981 | Bandiet: seven years in a South African prison. |
| 252          | Farah, Nuruddin                                    | 1982 | Sardines. (Originally published London: Allison & Busby, 1981.) |
| 253          | Aniebo, I. N. C.                                   | 1983 | Of Wives, Talismans, and the Dead: short stories. Arranged by Willfred F. Feuser. |
| 254          | Scanlon, Paul A. (ed.)                             | 1983 | Stories from central and southern Africa. Enthält "Beggar my neighbour" von Dan Jacobson, "Kwashiorkor" von Can Themba, "About a girl who met a dimo" von Susheela Curtis, "Hajji Musa and the Hindu fire-walker" von Ahmed Essop, "The sisters" von Pauline Smith, "Tselane and the giant" von B. L. Leshoai, "Johannesburg, Johannesburg" von Nathaniel Nakasa, "Coming of the dry season" von Charles Mungoshi, "A soldier's embrace" von Nadine Gordimer, "Witchcraft" von Bessie Head, "The old woman" von Luis B. Honwana, "Dopper and Papist" von Herman C. Bosman, "The dishonest chief" von Ellis Singano and A. A. Roscoe, "The Soweto bride" von Mbulelo Mzamane, "A sunrise on the veld" von Doris Lessing, "The soldier without an ear" von Paul Zeleza, "Riva" von Richard Rive, "Sunlight in Trebizond Street" von Alan Paton, "The Christmas reunion" von Dambudzo Marechera, "The king of the waters" von A. C. Jordan, "Power" von Jack Cope, and "In corner B" von Es'kia (Zeke) Mphahlele. |
| 255          | Iroh, Eddie                                        | 1982 | The Siren in the Night. |
| 256          | Bruner, Charlotte H. (ed.)                         | 1983 | Unwinding Threads: writing by women in Africa. |
| 257          | Calder, Angus, Jack Mapanje & Cosmo Peterse        | 1983 | Summer Fires: new poetry of Africa. |
| 258          | Pheto, Molefe                                      | 1985 | And Night Fell: Memoirs of a Political Prisoner in South Africa. (Originally published London: Allison & Busby, 1983.) |
| 259          | nicht erschienen                                   |      | |
| 260          | nicht erschienen                                   |      | |
| 261          | Anyidoho, Kofi                                     | 1984 | A Harvest of our Dreams, with Elegy for the Revolution: poems. |
| 262          | Nagenda, John                                      | 1986 | The Seasons of Thomas Tebo. |
| 263          | Serote, Mongane                                    | 1983 | To Every Birth its Blood. |
| 264          | De Graft, Joe                                      | 1977 | Muntu. |
| 265          | nicht zugeordnet.                                  |      | |
| 266          | p'Bitek, Okot                                      | 1984 | Song of Lawino: &, Song of Ocol. Translated from the Acholi by Okot p'Bitek. Introduction by G. A. Heron; illustrations by Frank Horle. |
| 267          | Idrīs, Yūsuf                                       | 1984 | Rings of Burnished Brass. |
| 268          | Sepamia, Sepho                                     | 1981 | A Ride on the Whirlwind: a novel. |
| 269          | Pepetela                                           | 1984 | Mayombe. |
| 270          | Achebe, Chinua & C. L. Innes (eds.)                | 1985 | African short stories. Enthält 'The false prophet' von Sembene Ousmane, 'Certain winds from the south' von Ama Ata Aidoo, 'The apprentice' von Odun Balogun, 'The will of Allah' von David Owoyele, 'Civil peace' von Chinua Achebe, 'The gentlemen of the jungle' von Jomo Kenyatta, 'The green leaves' von Grace Ogot, 'Bossy' von Abdulrazak Gurnah, 'The spider's web' von Leonard Kibera, 'Minutes of glory' von Ngugi wa Thiong'o, 'An incident in the Ghobashi household' von Alifa Rifaat, 'A handful of dates' von Tayeb Salih, 'A conversation from the third floor' von Muhammad al-Bissati, 'Papa, snake & I' von B. L. Honwana, 'The bridegroom' von Nadine Gordimer, 'The betrayal' von Ahmed Essop, 'Protista' von Dambudzo Marechera, 'The coffee-cart girl' von Ezekiel Mphahlele, 'Snapshots of a wedding' von Bessie Head, and 'Reflections in a cell' von Mafika Gwala. |
| unnummeriert | Rifaat, Alifa                                      | 1985 | Distant View of a Minaret. |
| unnummeriert | Amadi, Elechi                                      | 1986 | Estrangement. |
| unnummeriert | Gool, Réshard                                      | 1990 | Cape Town Coolie. |
| unnummeriert | Oguine, Ike                                        | 2000 | A Squatter's Tale. |
| unnummeriert | Echewa, T. Obinkaram                               | 1986 | The Crippled Dancer. |
| unnummeriert | Lopes, Henri                                       | 1987 | Tribaliks. |